# CrypTool
CrypTool – wolny program edukacyjny z dziedziny kryptologii. Zaimplementowano w nim wiele algorytmów i protokołów kryptograficznych, a także narzędzia kryptoanalizy. Program został zaplanowany w taki sposób, aby nawet osoba bez przygotowania informatycznego mogła eksperymentować i uczyć się o współczesnych metodach zabezpieczania danych. Zasady działania większości algorytmów klasycznych, a także algorytmów asymetryczne RSA, ECC, podpis cyfrowy, czy protokołu uzgadniania kluczy Diffiego-Hellmana, zostały zaprezentowane przy pomocy czytelnych animacji. Do programu dołączona jest elektroniczna wersja podręcznika zawierającego teoretyczne wprowadzenie do współczesnej kryptologii.
Projekt CrypTool jest rozwijany na zasadach otwartego oprogramowania. Został zapoczątkowany przez prof. Bernharda Esslingera, a w tej chwili jest rozwijany głównie na niemieckich uniwersytetach. Celem programu jest podnoszenie świadomości użytkowników o zagrożeniach występujących w świecie informatyki, a także wyjaśnianie zasad działania zabezpieczeń. CrypTool jest programem dydaktycznym i jako taki nie powinien być wykorzystywany jako element realnych zabezpieczeń. Pakiet dostępny jest w wersji angielskiej, niemieckiej, polskiej i hiszpańskiej.
Aktualna wersja programu CrypTool 1.x jest napisana w języku C++ i działa tylko pod systemem operacyjnym Microsoft Windows. Podejmowane są wysiłki przeniesienia programu na inne platformy, takie jak Linux, czy Mac. W roku 2007 wystartowały dwa projekty mające na celu przepisanie programu z wykorzystaniem elastycznej architektury wtyczek: CrypTool 2.0 wykorzystuje C#/.NET/WPF, natomiast projekt JCrypTool 1.0 opiera się na platformie Java/Eclipse/RCP/SWT.
CrypTool został wyróżniony wieloma nagrodami w kategorii oprogramowania edukacyjnego (TeleTrusT Special Award 2004, EISA 2004, IT Security Award NRW 2004, Selected Landmark in the Land of Ideas 2008).
Pakiet wykorzystywany jest na całym świecie w szkołach, uczelniach, firmach i innych instytucjach edukacyjnych.
Każdego miesiąca pobierany jest ponad 3000 razy (z czego 1/3 stanowi wersja angielskojęzyczna).
Program CrypTool powstał w roku 1998. Aktualna wersja 1.4.21 została wydana w czerwcu 2008 r.